# Telekamery 2014
Telekamery 2014 – wyniki siedemnastego plebiscytu Telekamery Tele Tygodnia za rok 2013 dla postaci i wydarzeń telewizyjnych. Nominacje ogłoszono 18 listopada 2013. Nagrody zostały przyznane w 10 kategoriach.

## Prezenter informacji
- Miejsce 1: Andrzej Turski – TVP2 (pośmiertnie)
- Miejsce 2: Jarosław Kuźniar – TVN24
- Miejsce 3: Beata Tadla – TVP1
- Maciej Orłoś – TVP1
- Jarosław Gugała – Polsat

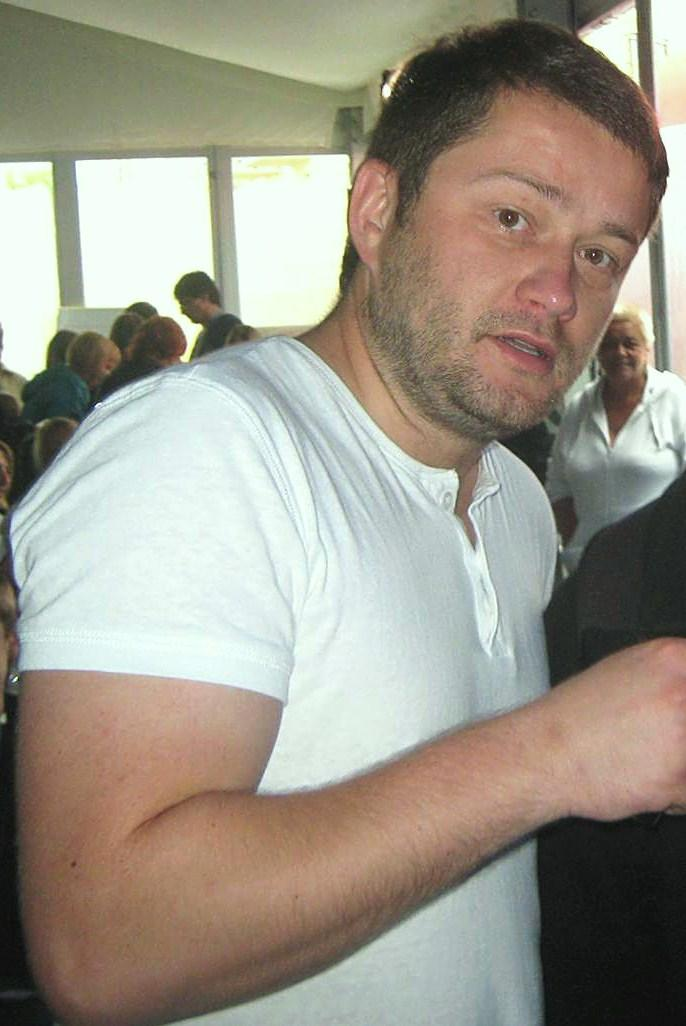
Jarosław Kuźniar
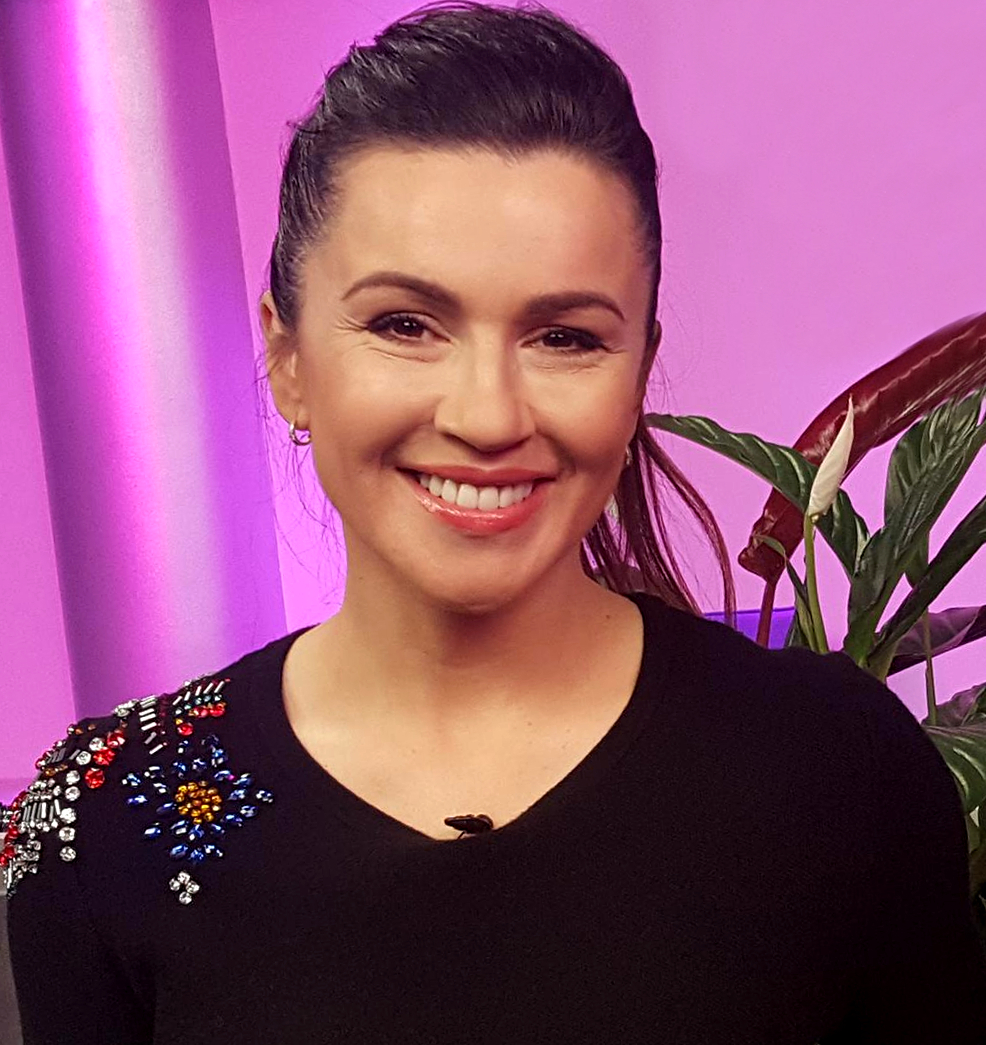
Beata Tadla
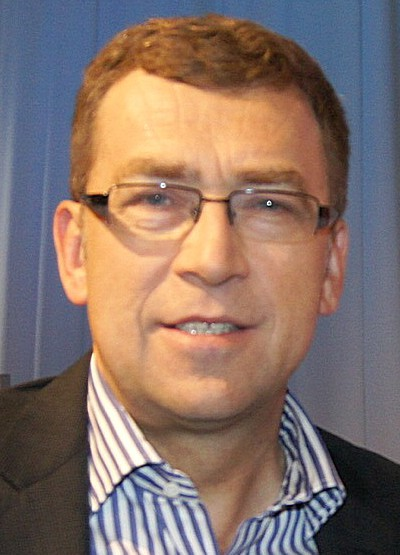
Maciej Orłoś
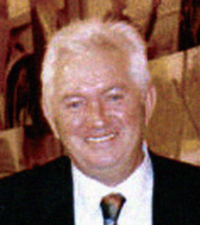
Andrzej Turski
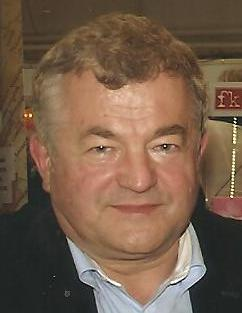
Jarosław Gugała

## Prezenter pogody
- Miejsce 1: Agnieszka Cegielska – TVN/TVN24/TVN Meteo (36% głosów)
- Miejsce 2: Marzena Słupkowska – TVP1/TVP Info
- Miejsce 3: Jarosław Kret – TVP1/TVP Info
- Marek Horczyczak – Polsat/Polsat News
- Marzena Sienkiewicz – TVP2

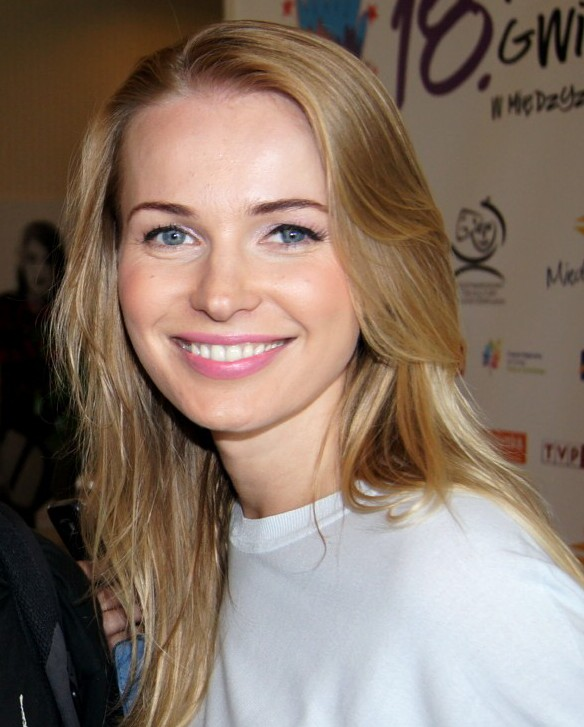
Agnieszka Cegielska
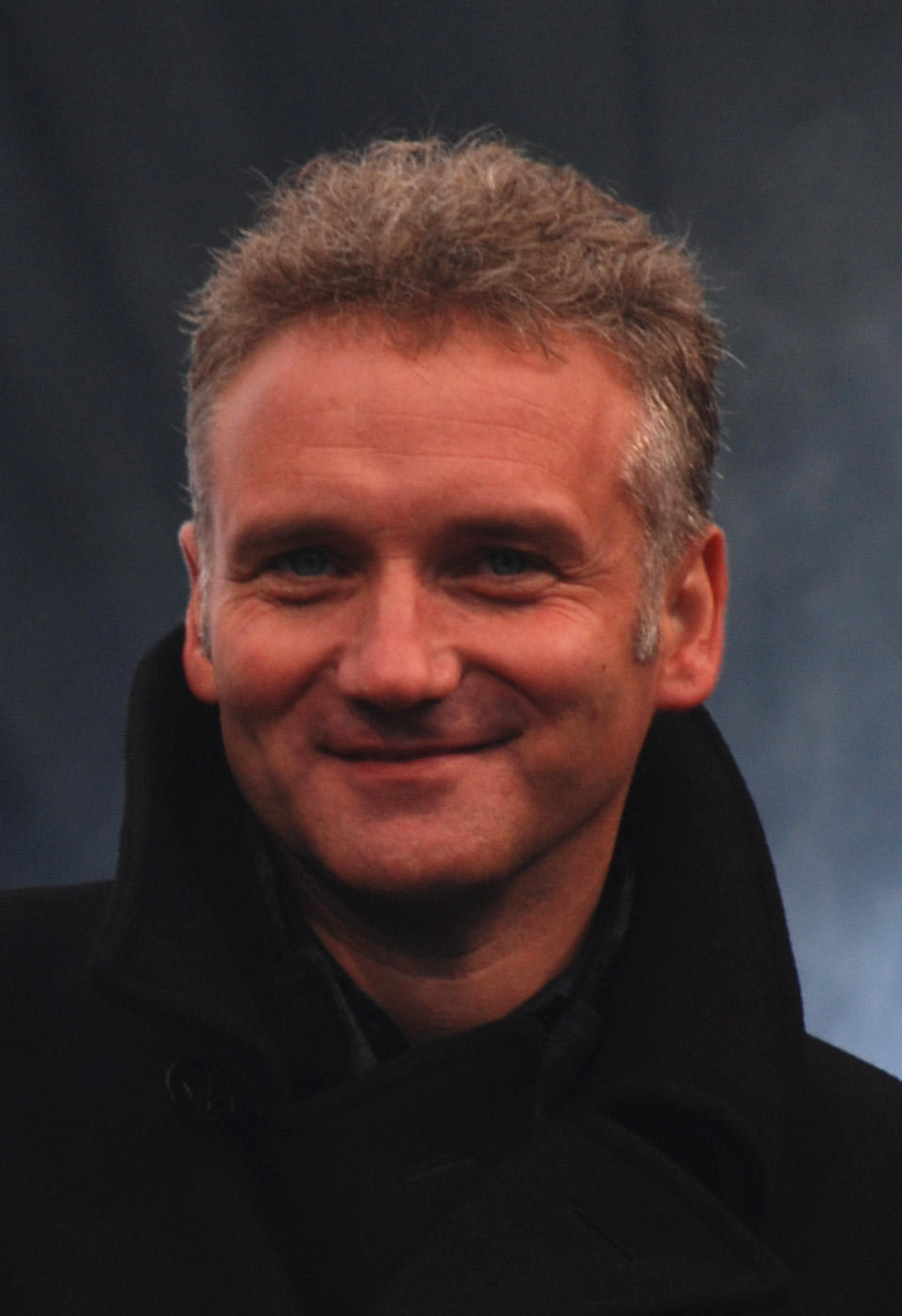
Jarosław Kret
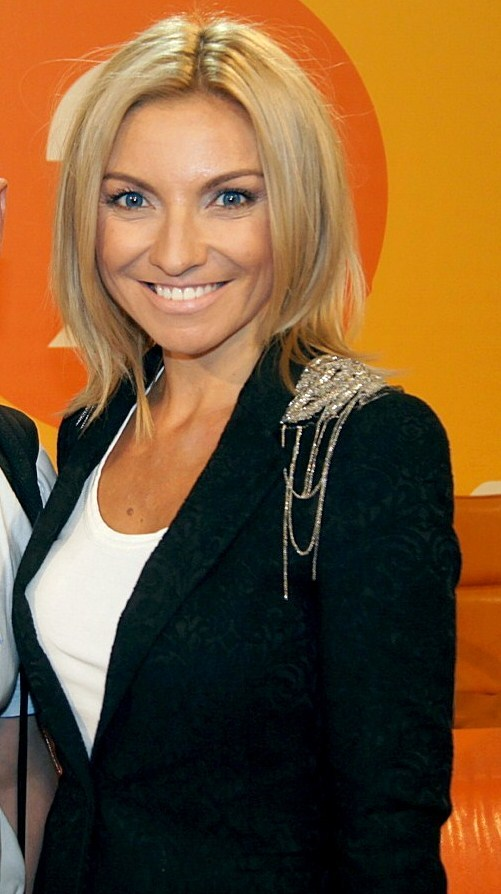
Marzena Sienkiewicz
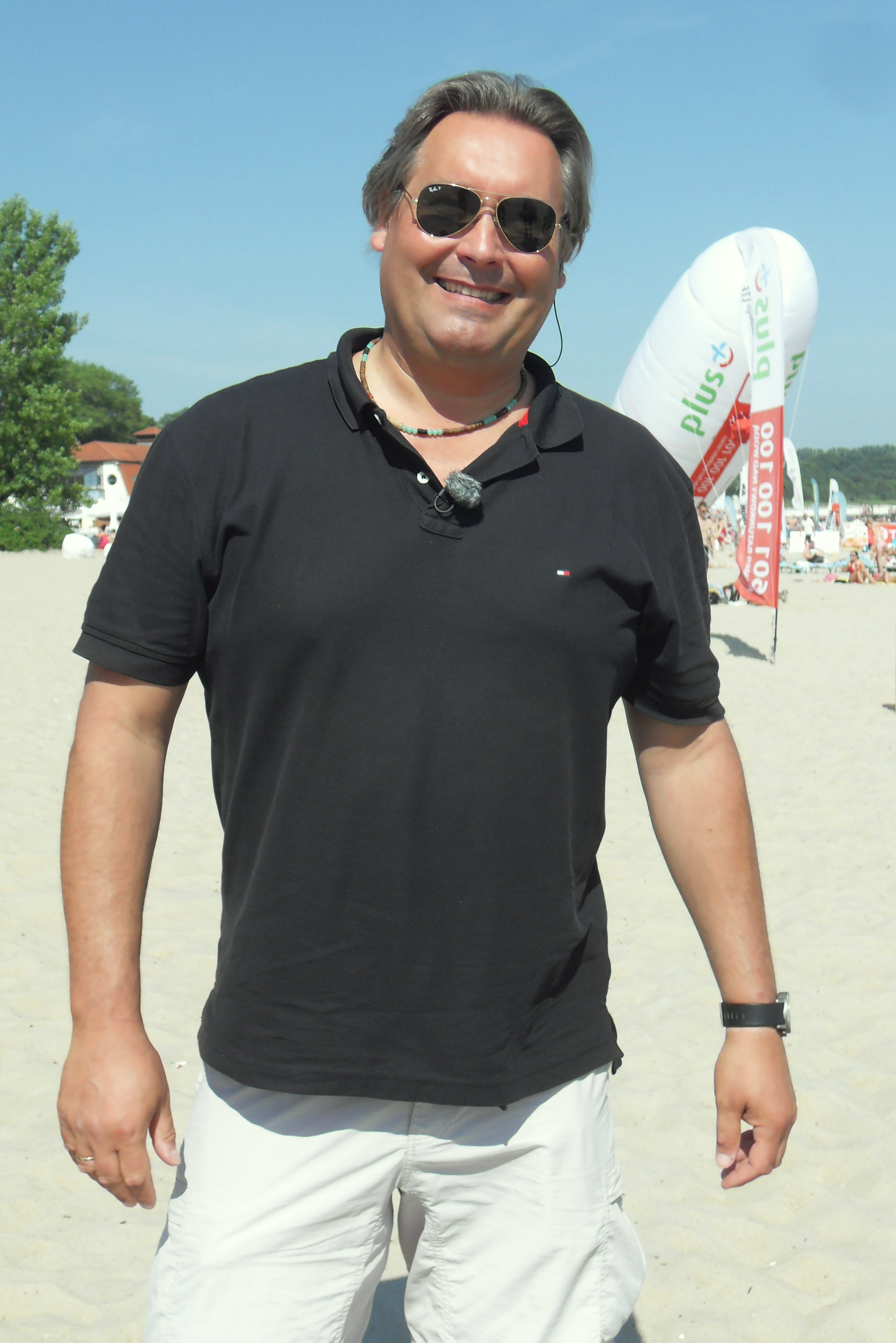
Marek Horczyczak
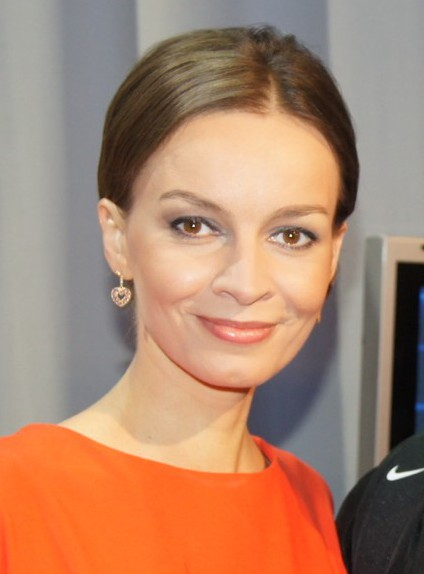
Marzena Słupkowska

## Komentator sportowy
- Miejsce 1: Przemysław Babiarz – TVP1/TVP2/TVP Sport
- Miejsce 2: Mateusz Borek – Polsat/Polsat Sport
- Miejsce 3: Tomasz Smokowski i Andrzej Twarowski – Canal+
- Sergiusz Ryczel – TVN/nSport
- Jacek Laskowski – TVP1/TVP2/TVP Sport

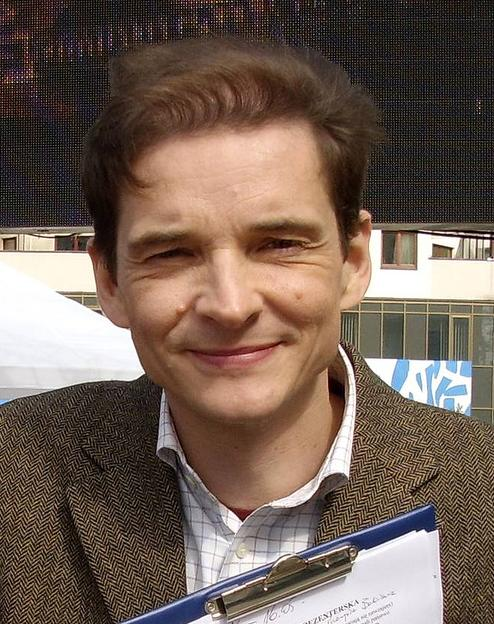
Przemysław Babiarz
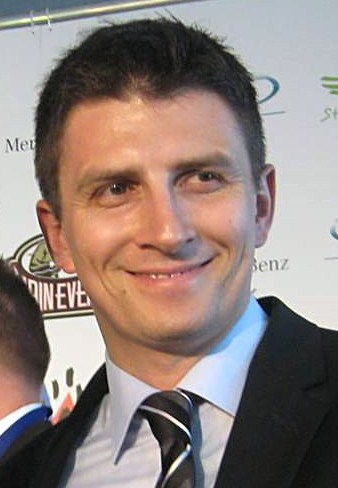
Mateusz Borek
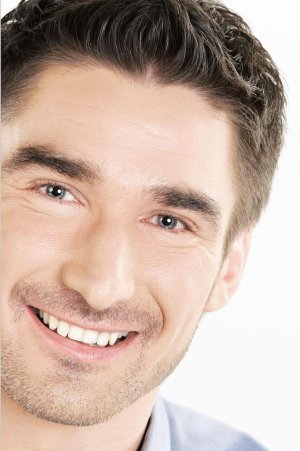
Sergiusz Ryczel
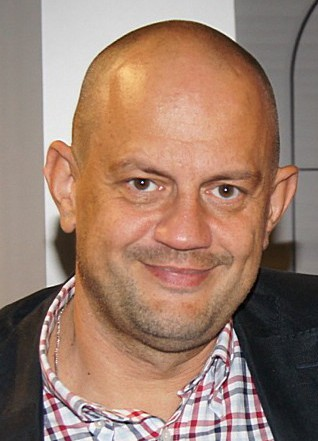
Jacek Laskowski
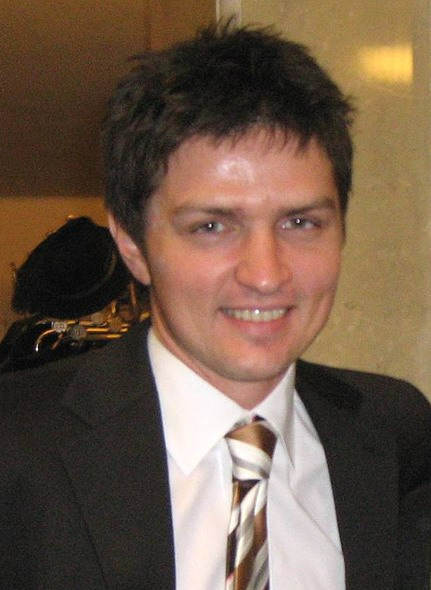
Tomasz Smokowski

## Juror
- Miejsce 1: Agnieszka Chylińska – Mam talent! – TVN
- Miejsce 2: Tomasz Tomson Lach i Aleksander Milwiw-Baron – The Voice of Poland – TVP2
- Miejsce 3: Ewa Wachowicz – Top Chef – Polsat
- Michel Moran – MasterChef – TVN
- Michał Malitowski – Got to Dance. Tylko Taniec – Polsat

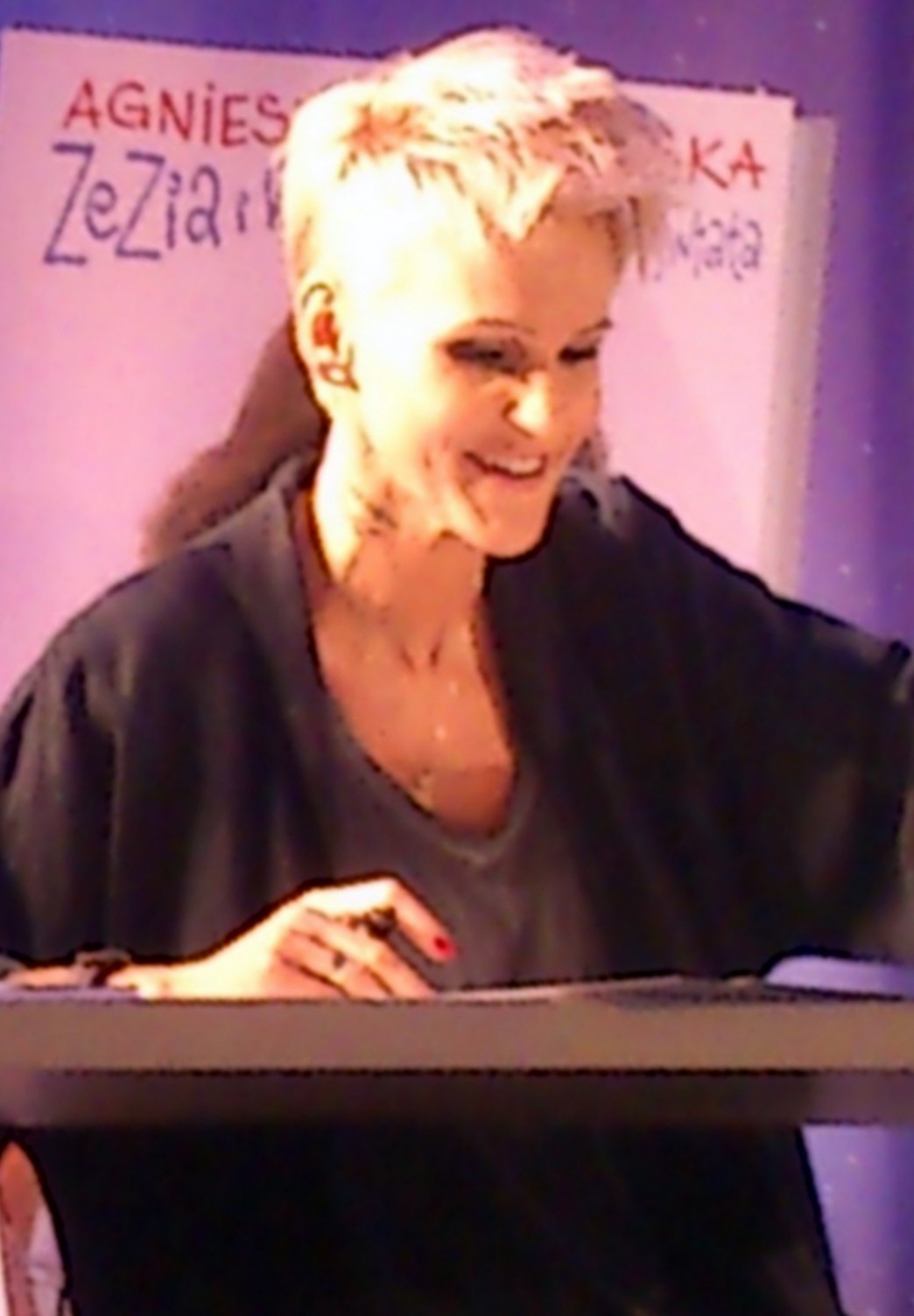
Agnieszka Chylińska
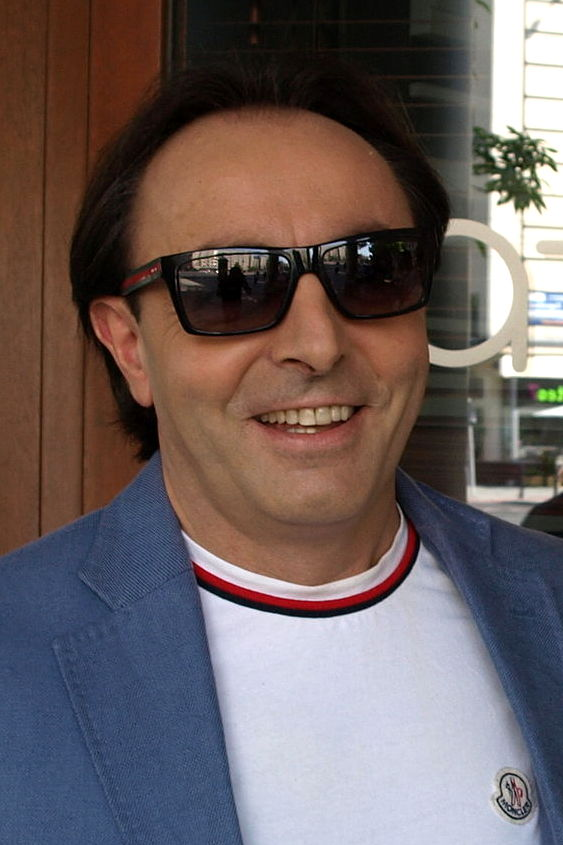
Michel Moran
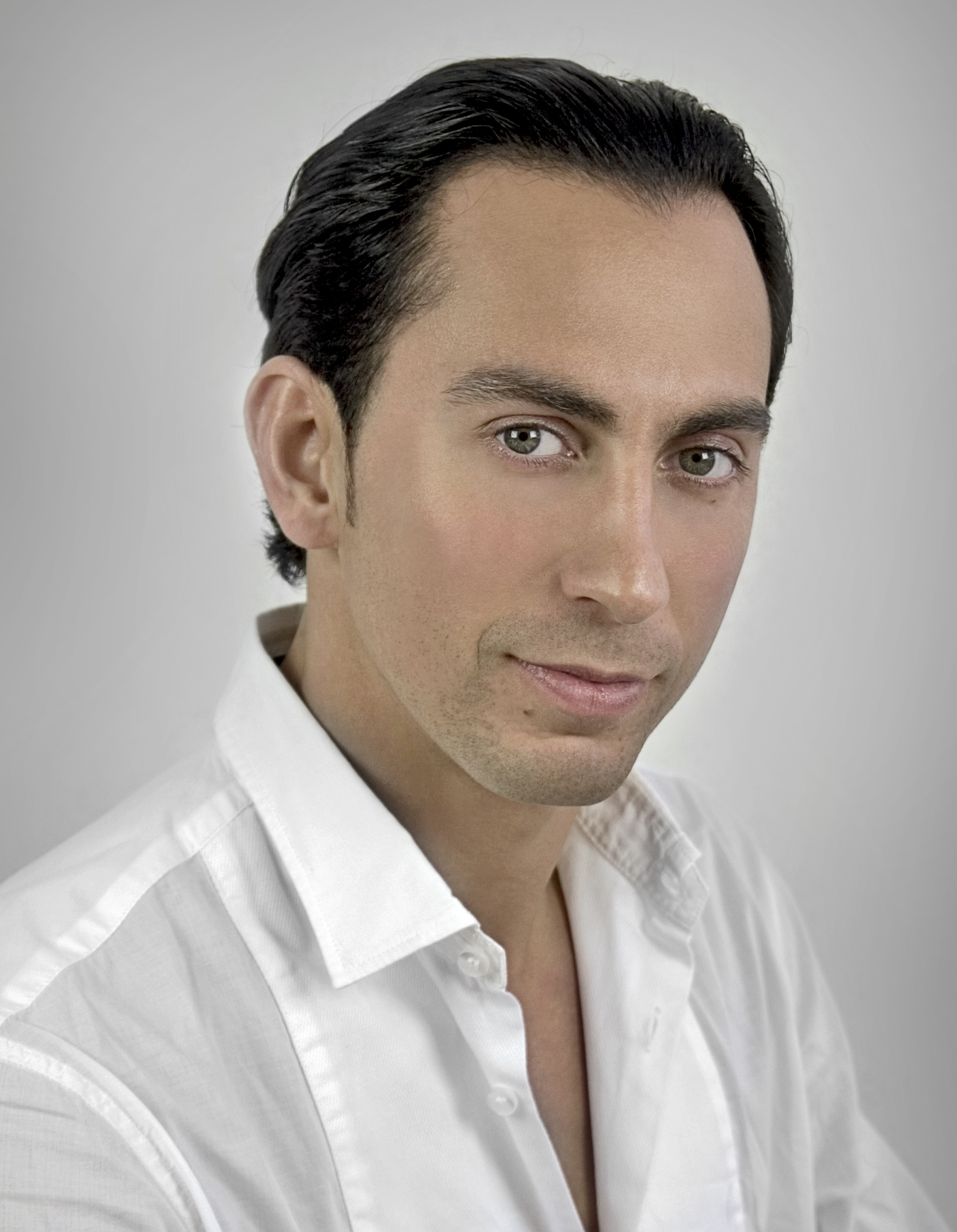
Michał Malitowski
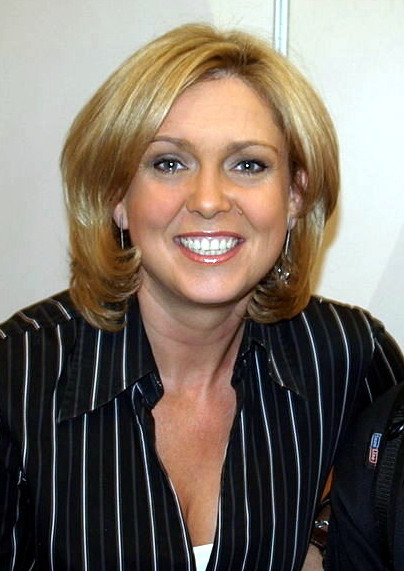
Ewa Wachowicz
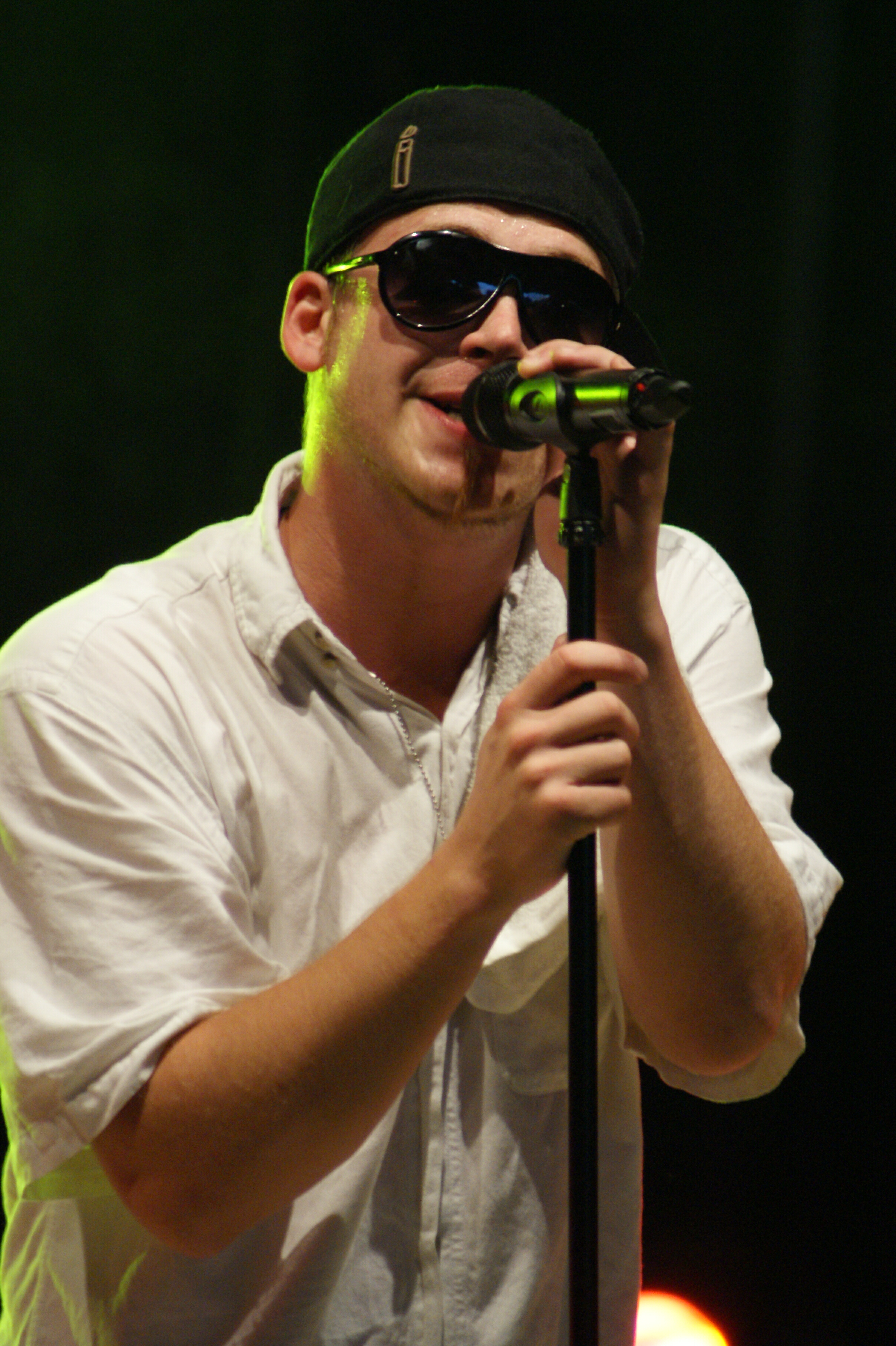
Tomasz Tomson Lach

## Osobowość telewizyjna
- Miejsce 1: Tadeusz Sznuk – Jeden z dziesięciu – TVP2 (53%)
- Miejsce 2: Michał Olszański – Pytanie na śniadanie/Magazyn Ekspresu Reporterów – TVP2
- Miejsce 3: Agata Młynarska – Świat się kręci – TVP1
- Magda Gessler – Kuchenne rewolucje/MasterChef – TVN
- Katarzyna Dowbor – Nasz nowy dom – Polsat

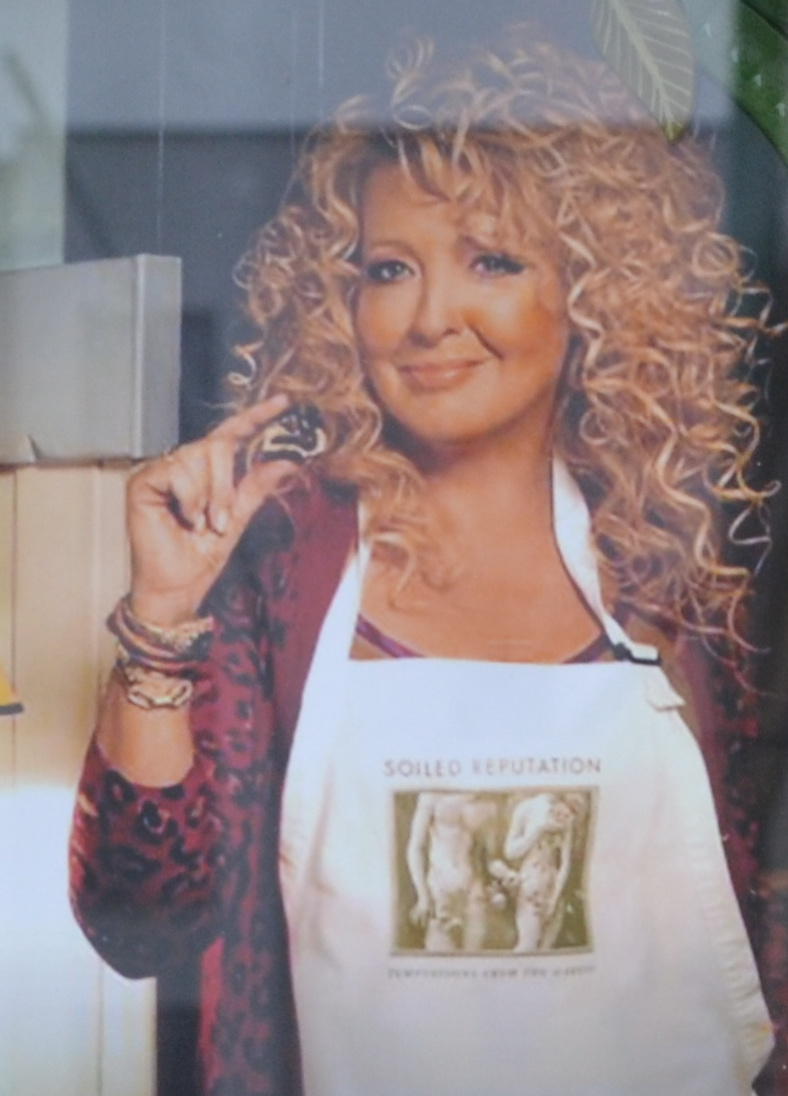
Magda Gessler
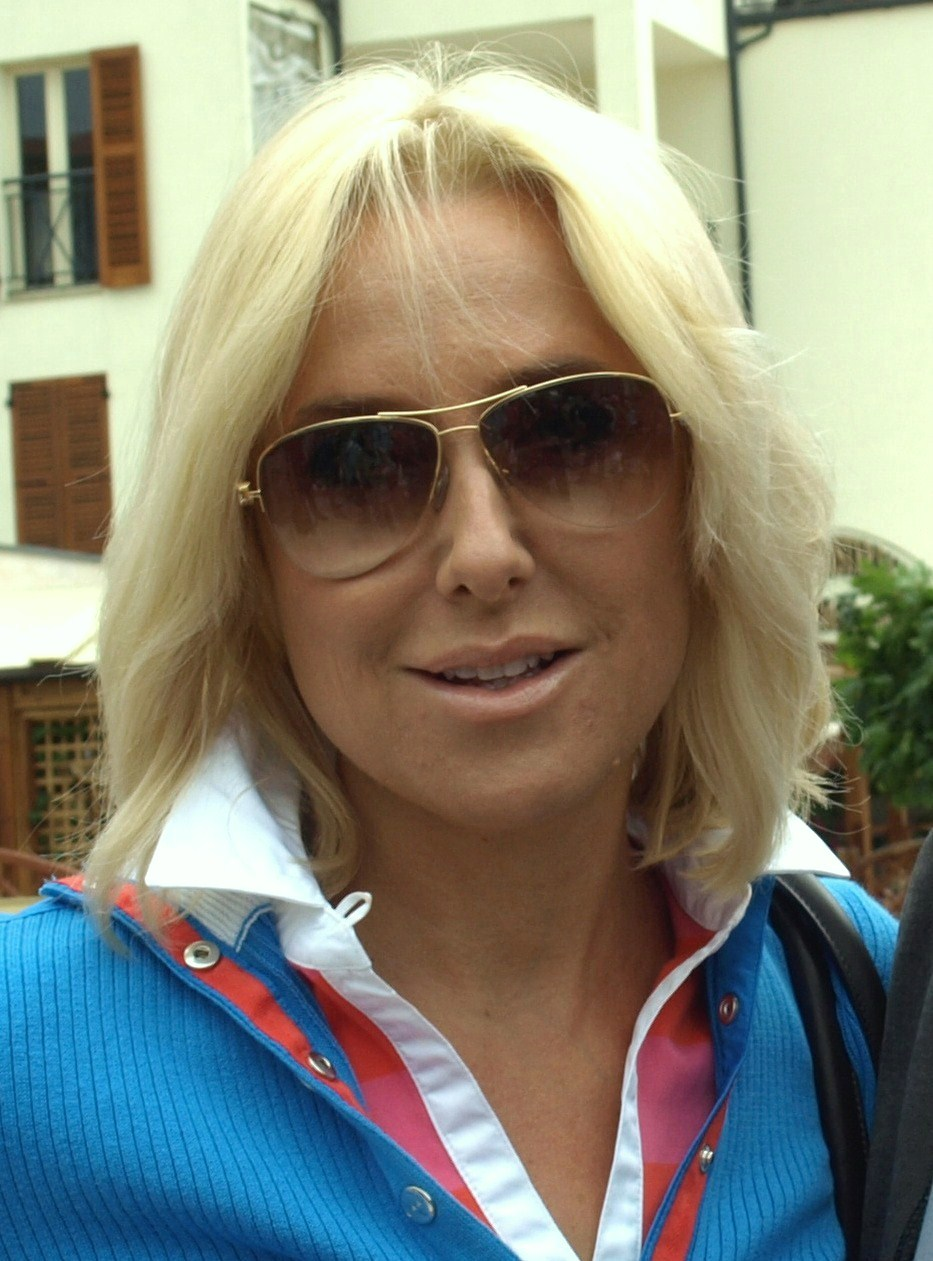
Agata Młynarska
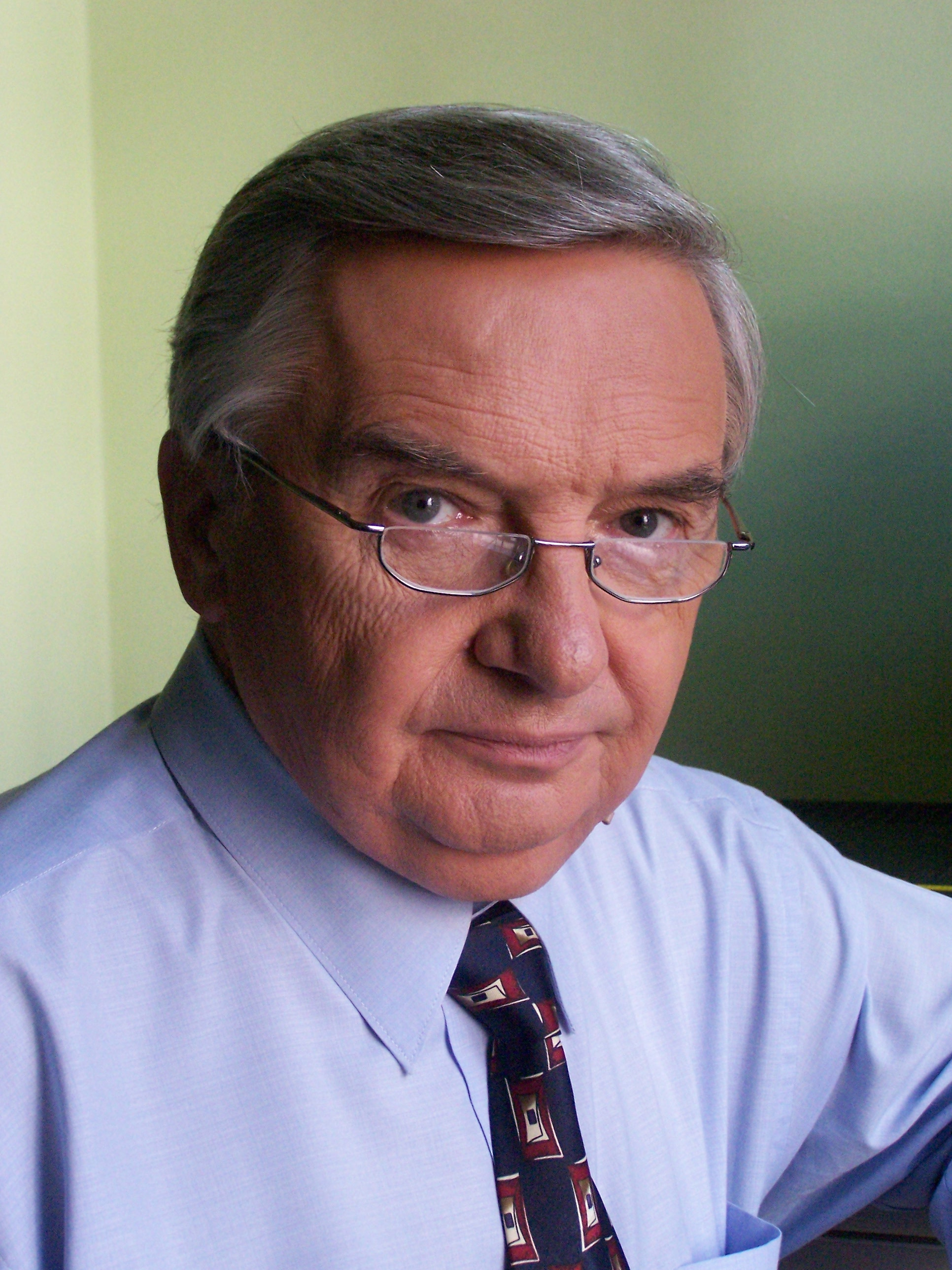
Tadeusz Sznuk
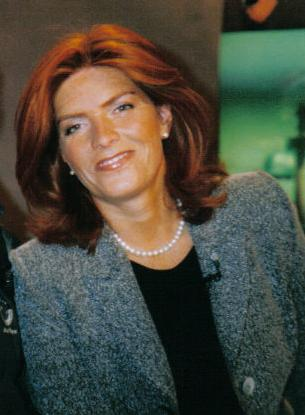
Katarzyna Dowbor
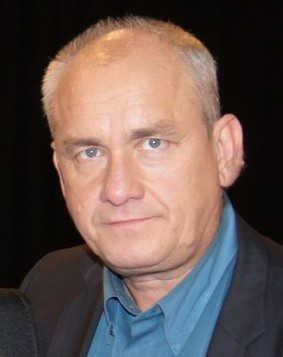
Michał Olszański

## Program rozrywkowy
- Miejsce 1: The Voice of Poland – TVP2
- Miejsce 2: Dzięki Bogu już weekend – TVP2
- Miejsce 3: Mam talent! – TVN
- Must Be the Music. Tylko muzyka – Polsat
- Sąsiad na widelcu – TVP1

## Serial
- Miejsce 1: Czas honoru – TVP2
- Miejsce 2: Anna German – TVP1
- Miejsce 3: Rodzinka.pl – TVP2
- To nie koniec świata – Polsat
- Lekarze – TVN

## Serial paradokumentalny
- Miejsce 1: W11 – Wydział Śledczy – TVN
- Miejsce 2: Malanowski i Partnerzy – Polsat
- Miejsce 3: Wawa non stop – TVN
- Szkoła życia – TVP2
- Dlaczego ja? – Polsat

## Aktor
- Miejsce 1: Marek Bukowski – Na dobre i na złe – TVP2
- Miejsce 2: Krystian Wieczorek - M jak miłość/To nie koniec świata - TVP2/Polsat
- Miejsce 3: Tomasz Karolak – Rodzinka.pl/Prawo Agaty – TVP2/TVN
- Szymon Bobrowski – Lekarze – TVN
- Antoni Pawlicki – Czas honoru/Komisarz Alex – TVP2/TVP1

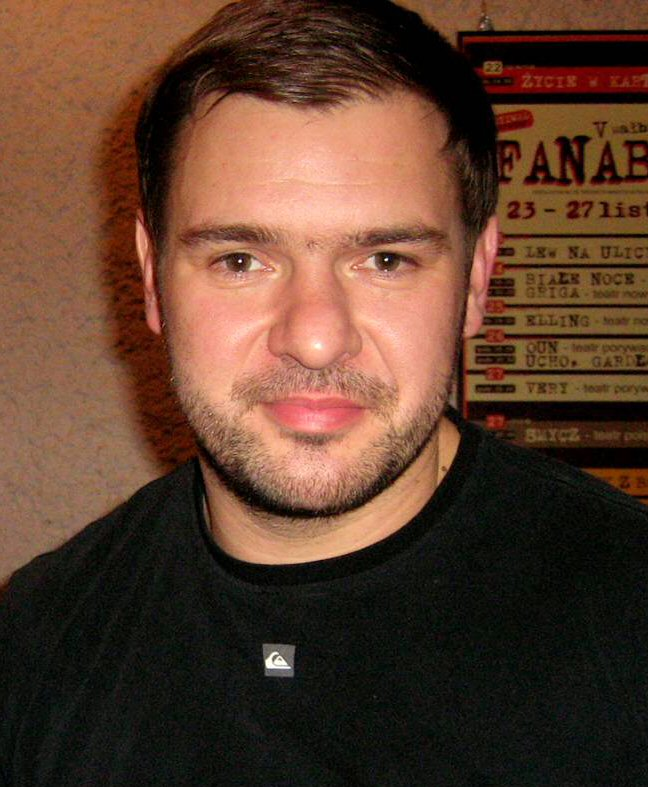
Tomasz Karolak
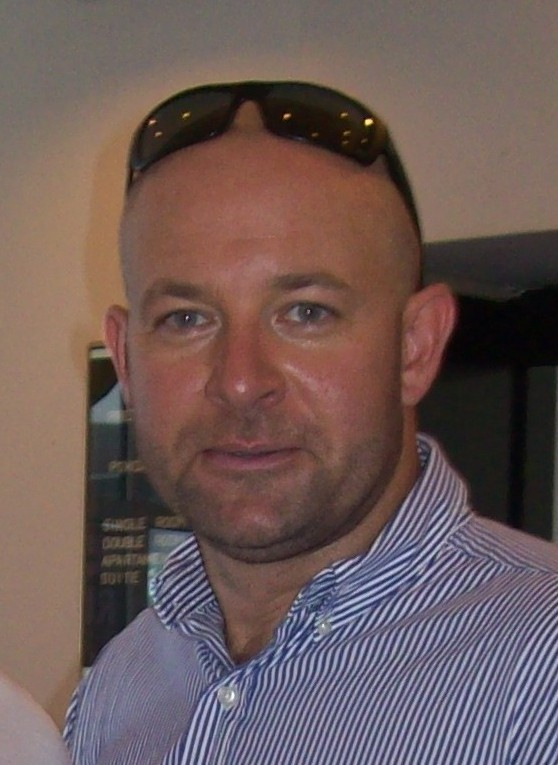
Szymon Bobrowski
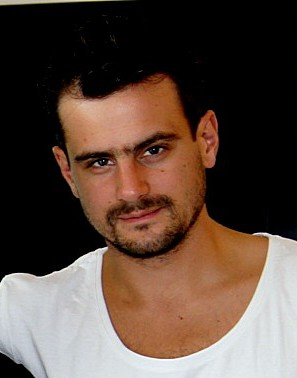
Antoni Pawlicki
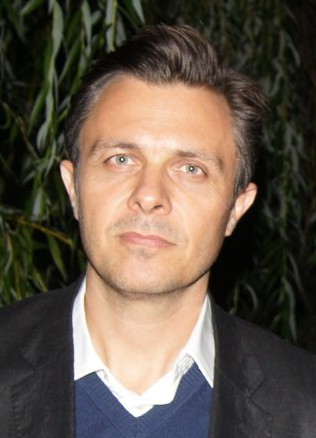
Marek Bukowski
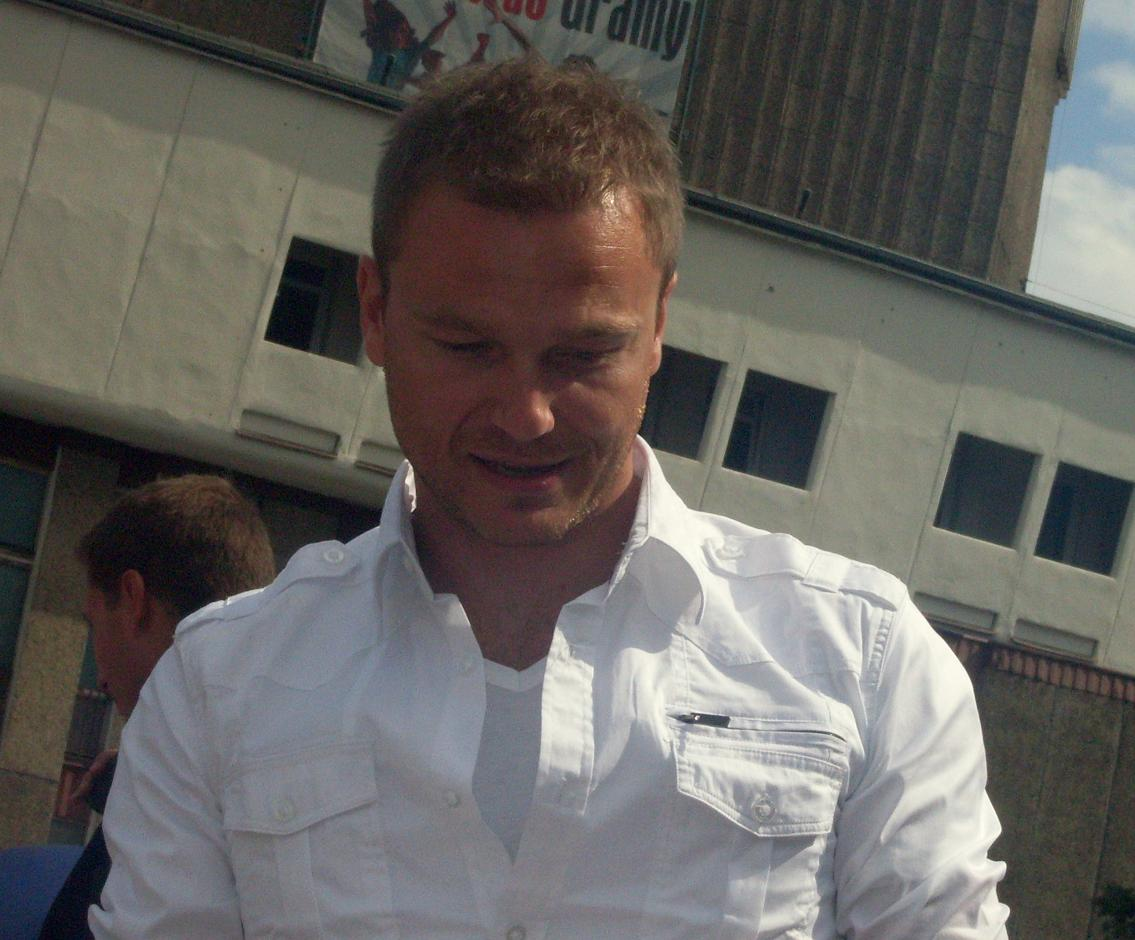
Krystian Wieczorek

## Aktorka
- 1 miejsce: Kamilla Baar – Na dobre i na złe – TVP2
- 2 miejsce: Joanna Moro – Anna German – TVP1
- 3 miejsce: Katarzyna Zielińska – Barwy szczęścia – TVP2
- Agnieszka Dygant – Prawo Agaty – TVN
- Karolina Gorczyca – To nie koniec świata/Czas honoru – Polsat/TVP2

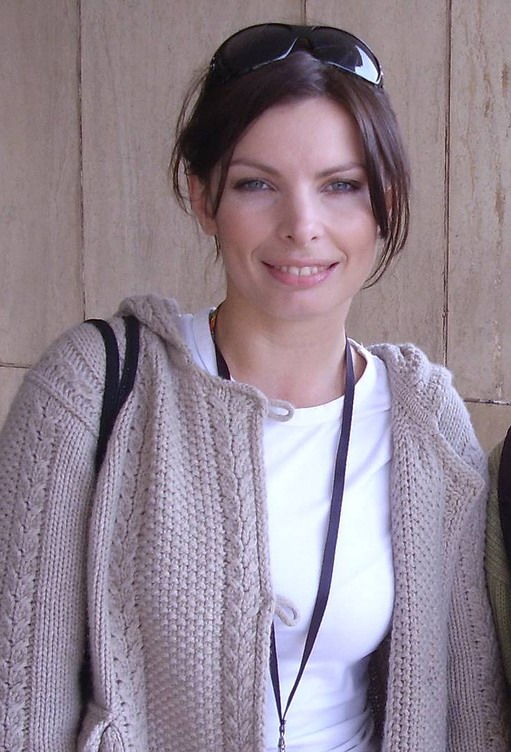
Agnieszka Dygant
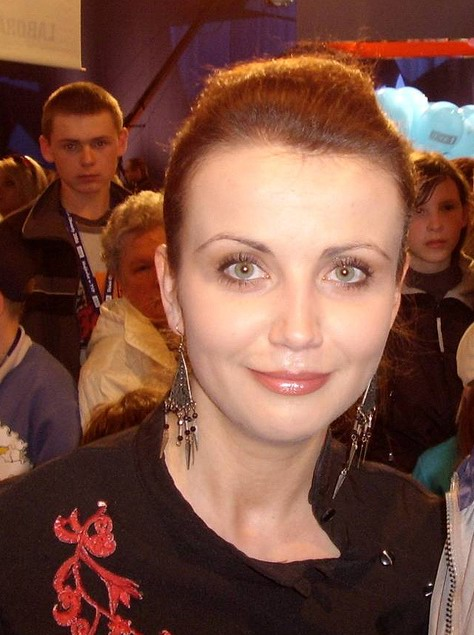
Katarzyna Zielińska
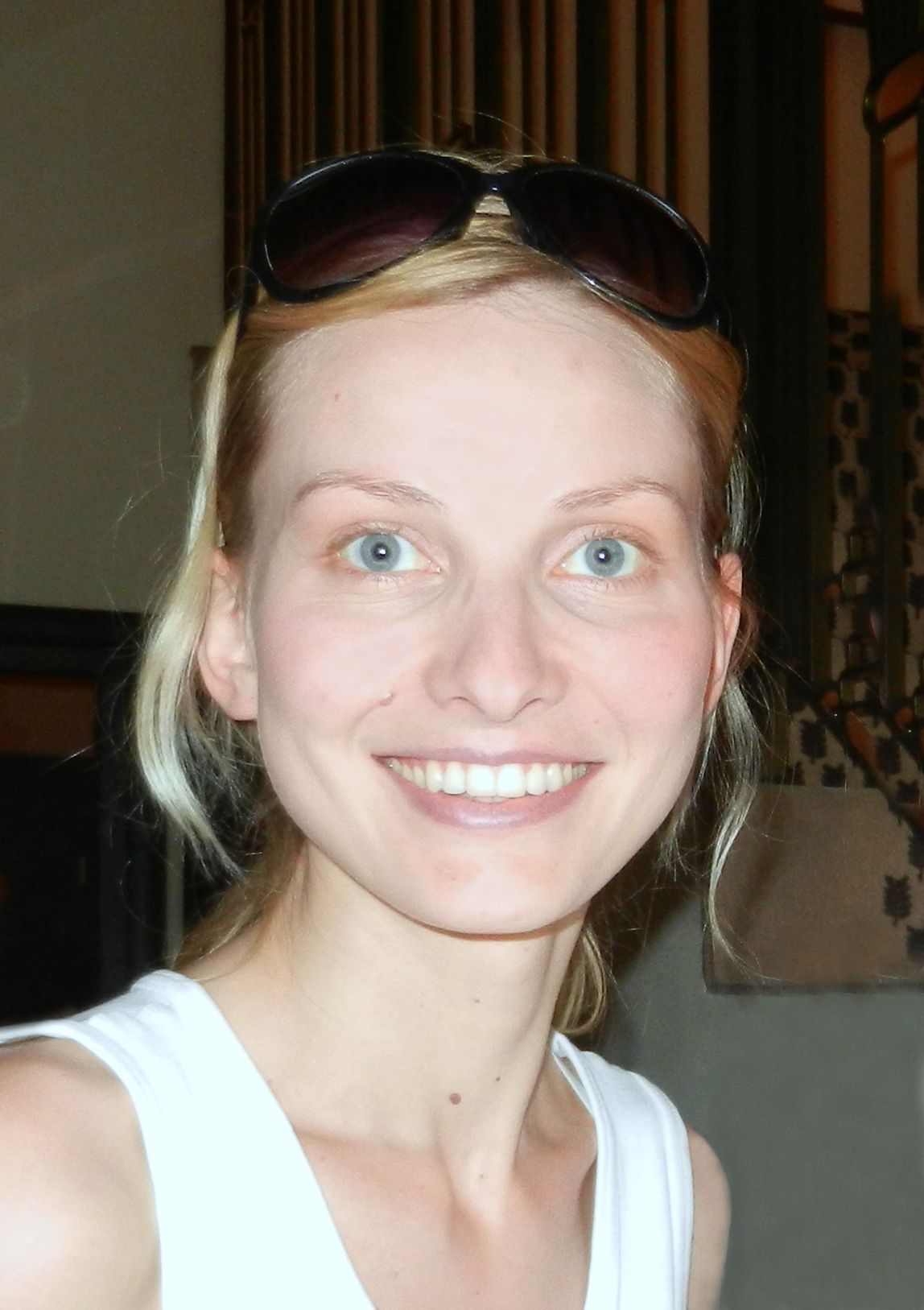
Joanna Moro
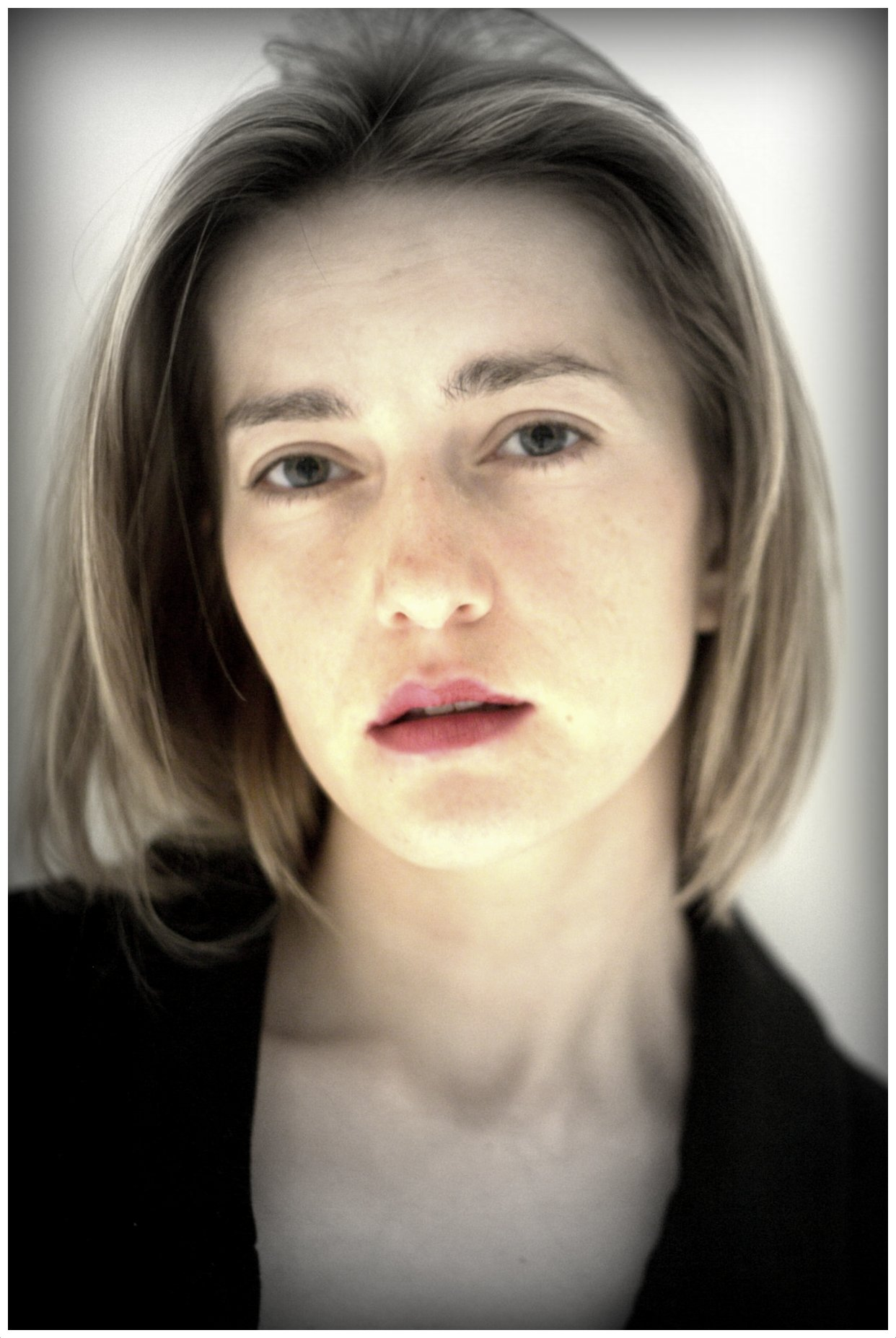
Kamilla Baar
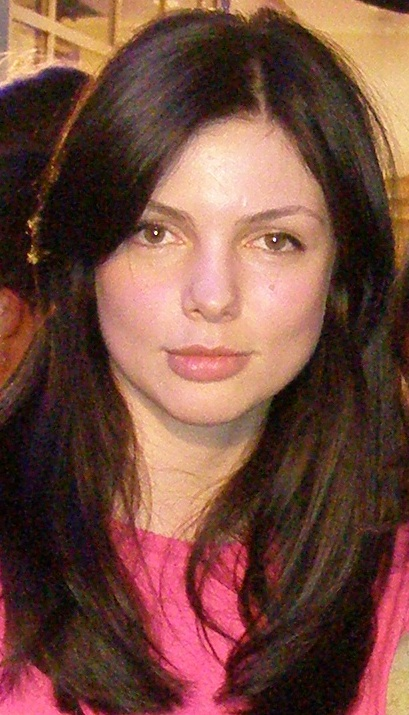
Karolina Gorczyca

## Złote Telekamery

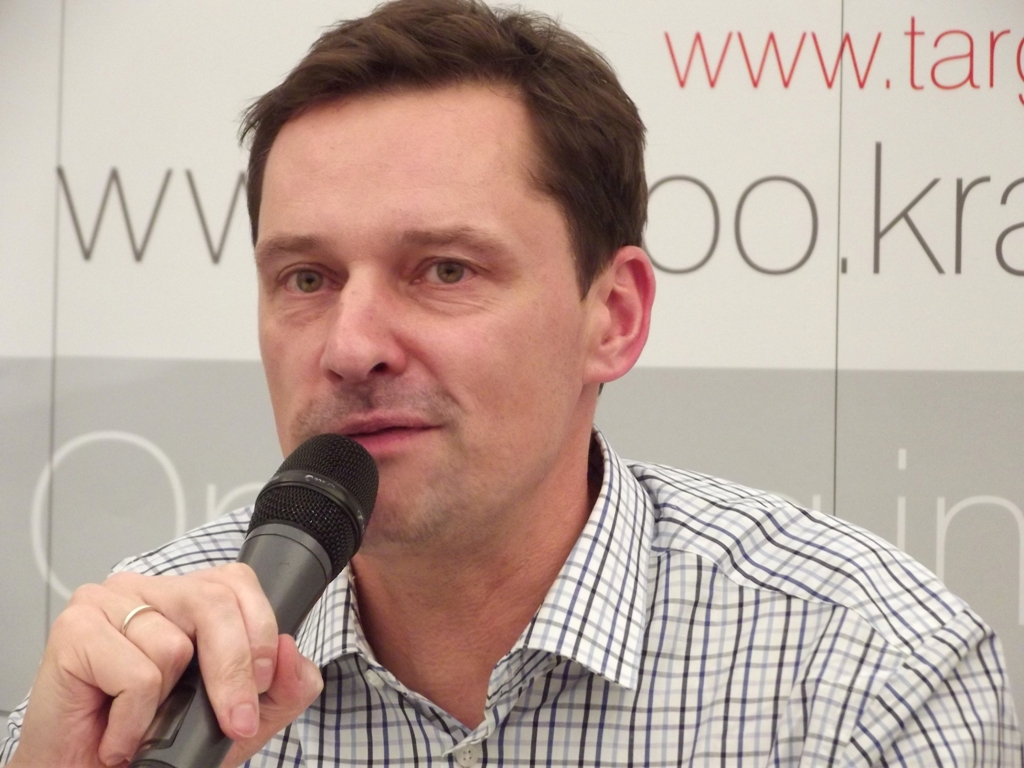
Krzysztof Ziemiec
- Magazyn Ekspresu Reporterów

- Krzysztof Ziemiec